# Castello di Cardiff
Il castello di Cardiff (in lingua gallese Castell Caerdydd)  è un maniero medievale, con influenze dell'architettura vittoriana, che sorge nel capoluogo del Galles. Il castello appartiene da generazioni alla famiglia dei marchesi di Bute, molto potenti nella regione e possidenti di terreni, miniere ed imprese commerciali al porto di Cardiff.

## Storia
Il primo insediamento del castello di cui si ha traccia è un forte romano eretto intorno al 55 d.C., la struttura era più ampia dell'attuale perimetro e faceva parte di una linea difensiva romana situata nel Galles del sud durante le guerre contro le popolazioni autoctone, in seguito alla progressiva occupazione e allo spostamento della linea difensiva, anche l'importanza dell'insediamento venne meno e fu abbandonato intorno al 80 d.C.
Nel III secolo i romani tornarono ad interessarsi della regione, ricostruendo la fortificazione come postazione contro le incursioni di pirati sulle coste (all'epoca il mare era molto più prossimo e il forte si affacciava direttamente sulla baia). Questa seconda fortificazione era di forma irregolare in quanto la pianta era limitata nella sua area dallo scorrere del fiume Taff, che costituisce uno dei confini. Il forte venne abbandonato sul finire del secolo. Del periodo romano sopravvivono solo pochi frammenti archeologici.
Un nuovo periodo di fulgore per la struttura si ebbe nell'XI secolo ad opera dei Normanni, questo popolo conquistatore aveva iniziato ad insediarsi sul territorio in modo sempre più aggressivo, costruendo castelli difensivi lungo le coste, spesso sui resti di forti romani abbandonati, e sospingendo nell'interno le popolazioni locali. Robert Fitzhamon fu il primo che lo rese un importante feudo militare, utilizzandolo come base durante le sue battaglie con cui assoggettò la regione del Glamorgan, la posizione del castello era ideale in quanto facilmente raggiungibile via nave e con un affaccio sull'antica strada costiera romana.
Superstite della ricostruzione normanna e tipica delle fortificazioni del tempo è la motta castrale ancora ben visibile al centro del perimetro, la fortificazione esterna venne rialzata da un terrapieno che circondava l'intera struttura, sormontato da una palizzata. Sempre di quel periodo è la divisione interna del cortile, fatta attraverso un alto muro centrale e di cui sopravvive una striscia perimetrale che ne segnala l'antica occupazione, il muro partiva dalla fortificazione e raggiungeva direttamente la sommità della motta.
Sempre del periodo è l'introduzione di un mulino ad acqua posto sul lato occidentale appena fuori dalle mura e alimentato dal Taff. Il mulino di Cardiff macinava granaglie per tutta la regione.
Oltre la difesa fisica, il castello era circondato da territori dati in gestione ai cavalieri di Fitzhamon in cambio della protezione del castello, questo garantiva un cuscinetto protettivo prima che eventuali attacchi e invasori potessero arrivare alla fortificazione.

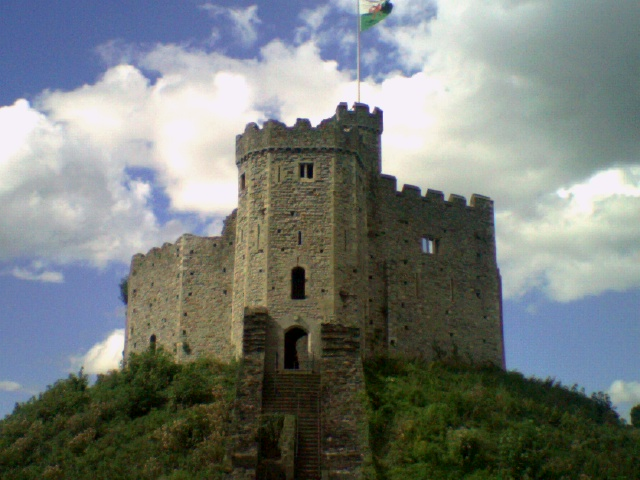
La motta sormontata dal maschio medievale del castello

Fitzhamon morì nel 1106 nella battaglia di Tinchebray e il castello passò al genero Robert di Gloucester, figlio illegittimo di Enrico I e da allora ha sempre fatto parte dell'eredità territoriale del ducato di Gloucester. Di questo periodo è la fortificazione posta alla sommità della motta castrale, precedentemente edificata in legno come accaduto fino ad allora, e la realizzazione in pietra della parte sud della cinta muraria.
Il castello fu centrale nell'avvicendamento della corona inglese, infatti Enrico I, dopo essersi impossessato del trono in assenza del fratello Roberto il corto, riuscì a sventare il colpo di stato volto a destituirlo e imprigionò il fratello proprio nel Castello di Cardiff dove morì nel 1134.
Nonostante le migliorie militari e difensive, nel 1158 durante le tensioni tra inglesi e gallesi, il castello fu vittima delle razzie di Ifor Bach che in successivi saccheggi prese prigioniero Guglielmo di Gloucester, figlio di Roberto. In seguito ai continui attacchi nel 1184 la città di Cardiff costruì una cinta difensiva intorno al nucleo urbano, il castello ne rappresentava la porta occidentale..
Nel 1183 Guglielmo morì senza eredi maschi , il re Enrico II intervenne designando che la proprietà e il titolo passassero ad una delle tre figlie di Guglielmo, Isabella di    Gloucester, e contestualmente ne organizzò il matrimonio con il proprio figlio minore Giovanni, questo garantì alla corona la gestione delle floride terre e delle entrate da esse derivanti. Giovanni mantenne il controllo sulla regione anche dopo il divorzio da Isabella, fino al suo nuovo matrimonio con Goffredo di Mandeville, conte di Essex, dalla cui unione non nacquero eredi.
Alla morte di Isabella, attraverso la sorella minore, il castello passò a Gilberto di Clare. Il figlio di Gilberto, Riccardo, durante le lotte territoriali con Llywelyn ap Gruffudd per il controllo del Galles, fece migliorare le fortificazioni, a lui si riconduce la realizzazione in pietra del lato settentrionale e orientale e la costruzione della Torre Nera (Black Tower) che costituisce l'ingresso odierno alla fortezza.

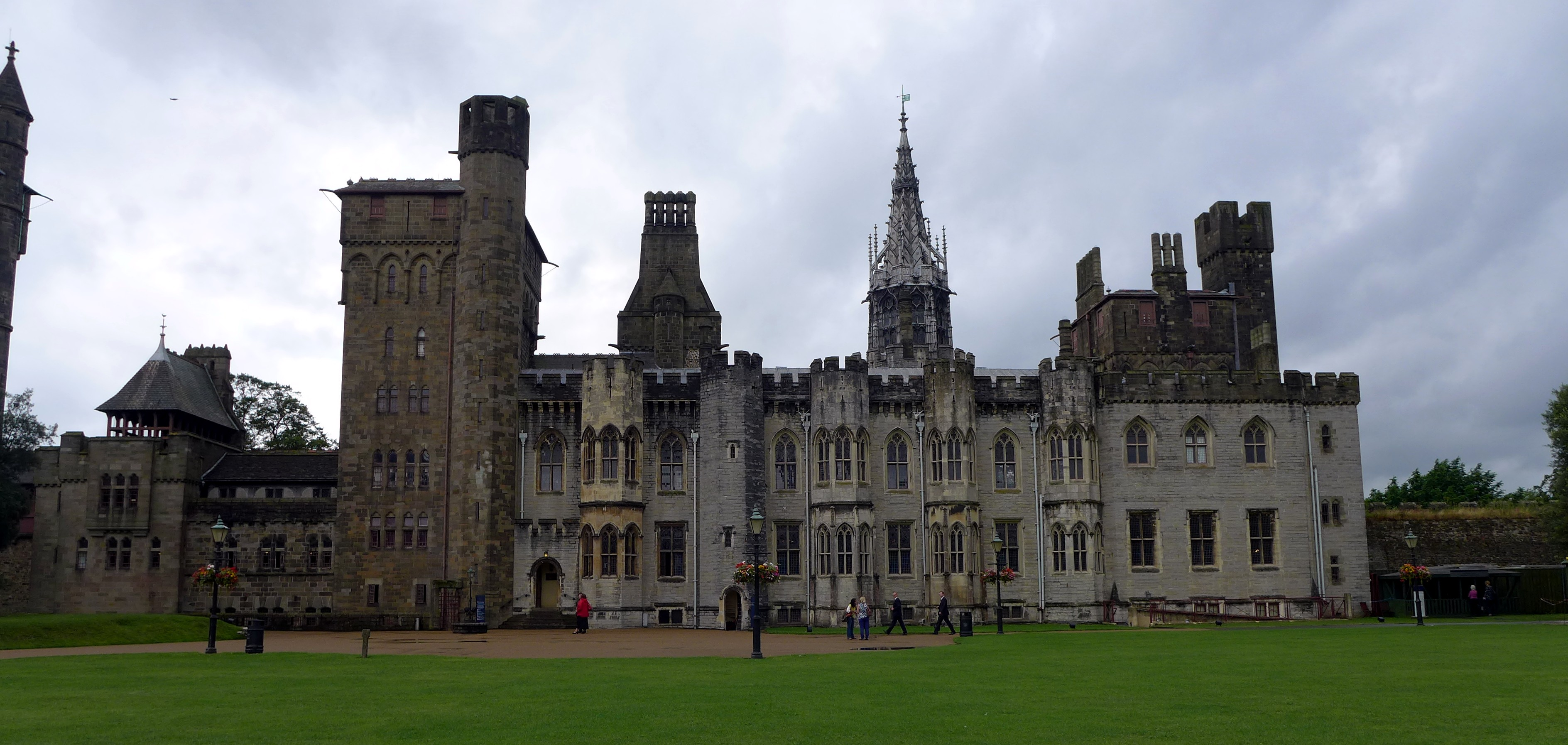
Vista dell'edificio principale del castello

La famiglia di Clare si estinse nel 1314 con la battaglia di Bannockburn quindi Edoardo II consegnò il feudo al suo favorito, Ugo Despenser, il governo dei Despenser incontrò molte difficoltà sia dovute agli scarsi raccolti che alla politica della famiglia, che sostenne Edoardo, ma contemporaneamente fomentando la ribellione dei gallesi, scontenti del dominio inglese. L'ambiguo rapporto dei Despenser si concluse nel 1318 quando Llywelyn Bren fu impiccato e squartato al castello di Cardif per ordine di Ugo, ma questo attirò sulla famiglia critiche e disapprovazione da parte dei lord della regione che tentarono a più riprese di attaccare il castello per depredarlo, questo periodo viene anche chiamato Guerra dei Despenser e li vide contrapposti all'altra nobiltà terriera della regione culminata col saccheggio della fortezza nel 1321.
I Despenser mantennero il controllo del castello anche dopo i fatti, ma caduti in disgrazia e giustiziato Ugo per tradimento nel 1326, si ritirarono e con un documento ufficiale del 1340 il connestabile del castello di Cardiff venne de facto nominato governatore della regione.
Nel 1400 Thomas Le Despenser, ultimo erede della famiglia, fu giustiziato con l'accusa di cospirazione contro Enrico IV, il castello rimase alla figlia Isabella e attraverso di lei passò alla famiglia Beuchamp, prima a Richard de Beuchamp conte di Worchester e, in seguito a Richard de Beuchamp conte di Warwick nel 1423.
Beuchamp fu fautore di nuove opere nel castello, ormai parecchio in declino, restaurò la motta e la Torre Nera, apportò sostanziali migliorie all'impianto difensivo e, tra il 1425 e il 1436 costruì una torre ottagonale e nuova ala abitativa addossata alle mura di sud-ovest, questa parte costituirà l'embrione centrale del palazzo che andrà poi ad ampliarsi nei secoli seguenti.
Le migliorie di Beuchamp non si limitarono al castello, ma operò anche significativi cambiamenti nel sistema di sicurezza dell'intera città e si preoccupò anche dell'edificazione di un ponte in pietra sul Taff che agevolasse gli spostamenti garantendo collegamenti migliori con la regione e un più efficace spostamento delle merci. Ciò rese Cardiff un centro di scambio d'importanza.
Attraverso la genealogia della famiglia il castello passò al figlio di Richard, Enrico, poi passò alla famiglia Neville grazie al matrimonio di Anne, figlia di Enrico, con Richard Neville che lo governò durante il periodo della Guerra delle Due Rose.
Le alterne vicende del conflitto fecero sì che il castello passasse di mano varie volte, in rapida successione si avvicendarono Giorgio I duca di Clarence, Riccardo duca di Gloucester (futuro Riccardo III la cui madre era una Neville) e a Jasper Tudor, dopodiché la proprietà ritornò alla moglie di Riccardo III, Anna de Beuchamp e infine di nuovo a Jasper Tudor e, attraverso di lui, ad Enrico, futuro Enrico VII d'Inghilterra. Formalmente rientrato tra le proprietà della corona, il castello e il circondario furono al centro della riconfigurazione dei confini ad opera di Enrico che, infine, lo incorporò nella contea del Glamorgan. Il periodo Tudor consentì un momento di pace nella regione in quanto la famiglia era di antiche origini gallesi e questo smorzò le tensioni tra Galles e Inghilterra.
Charles Somerset fu ospite del castello, poi nel 1550 la proprietà venne acquistata da William Herbert, futuro conte di Pembroke. Nel Seicento il castello cadde nuovamente in rovina e la torre venne convertita in prigione cittadina, tra i detenuti menzionati si ricorda Thomas Capper, accusato di eresia da Enrico VIII e bruciato sul rogo proprio nel cortile. Durante la gestione della famiglia Herbert, venne realizzato un nuovo edificio in stile elisabettiano destinato all'abitazione della famiglia.

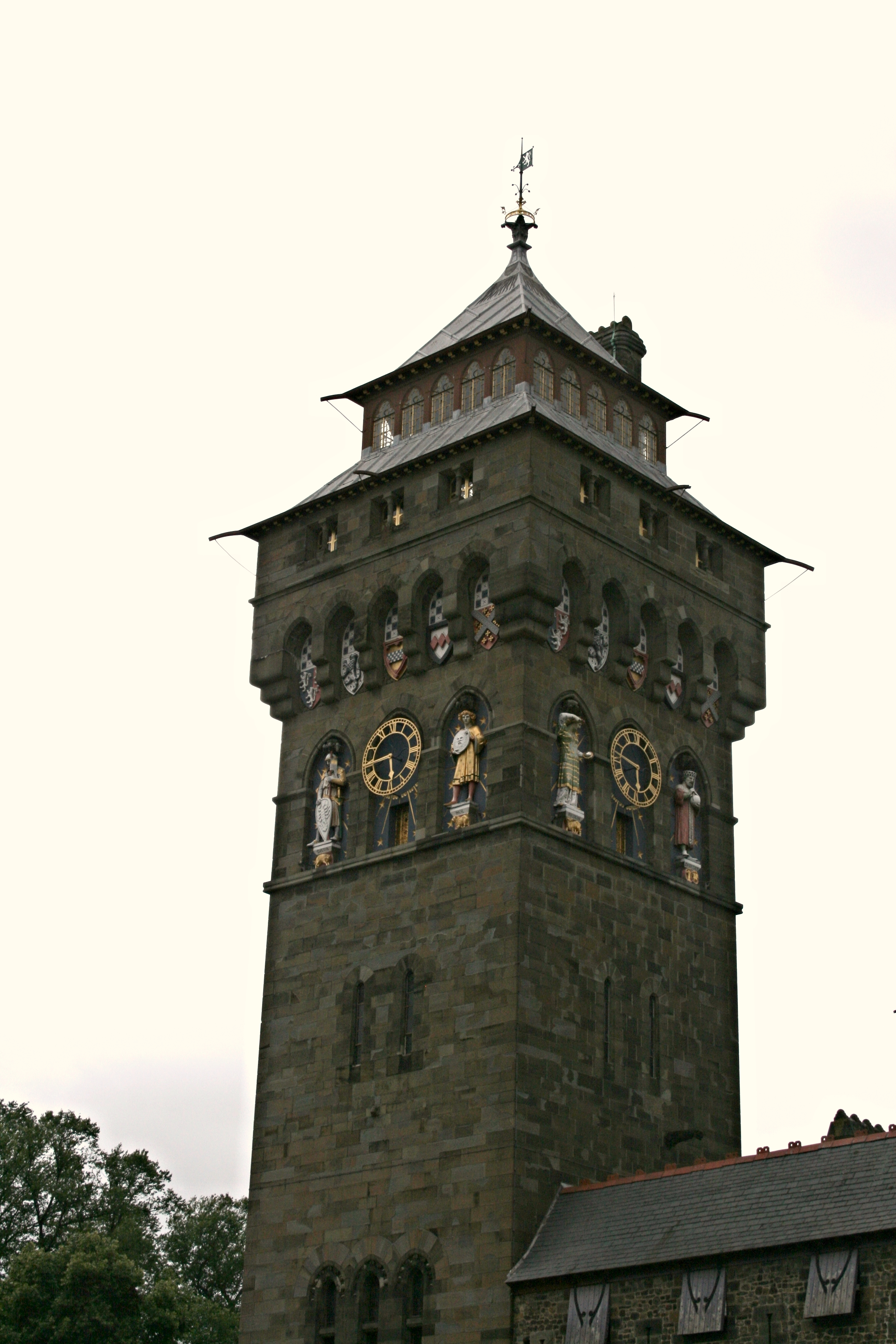
La Torre dell'Orologio

Un nuovo periodo di difficoltà arrivò al castello insieme ai conflitti tra realisti e sostenitori di Cromwell, la famiglia Herbert, di moderata tendenza repubblicana, venne scalzata dai realisti di William Seymour, Conte di Hertford, ma il castello gli venne strappato da un'azione a sorpresa dei repubblicani per essere nuovamente trasferito di mano quando una guarnigione cittadina comandata dallo sceriffo Mr Crane si ribellò al dominio; il re, al tempo residente ad Oxford, mandò dei rinforzi per aiutare Crane, ma i repubblicani ottennero ulteriori aiuti via mare e si verificò una piccola battaglia nel circondario della fortezza prima che il castello passasse nuovamente ai sostenitori del re, fu qui che Carlo I si ritirò per un incontro con alcuni sostenitori locali chiamati "Peacable Army", ma alla sua partenza fu circondato e ricattato da alcuni signori locali comandati rivendicando l'indipendenza della regione, il compromesso che si ottenne consentì agli uomini di Glamorgan di insediarsi nel castello con una guarnigione, in cambio avrebbero mandato aiuti militari alle forze del re.
In seguito il re abiurò l'accordo, queste comportò il cambio di schieramento del Peaceable Army, peggiorando la situazione del monarca nella regione e in Inghilterra. Nel 1868 ci fu uno scontro tra realisti e sostenitori di Cromwell per rivendicare il castello di Cardiff e lo scontro si risolse con una sconfitta dei sostenitori del re.
Fortunosamente il castello scampò ai saccheggi e alle distruzioni occorse ad altri edifici simili, questo probabilmente perché venne occupato dalle forze realiste sul finire della guerra civile, la gestione pratica dell'edificio e delle terre circostanti era ancora in mano al connestabile come dal medioevo mentre la proprietà degli Herbert perdurò fino al 1733 con la morte di Lady Charlotte Herbert, l'ultima erede della famiglia, il castello passò al figlio Herbert, visconte di Windsor, e fu poi assegnato come dote alla di lui figlia Lady Charlotte Jane Windsor al suo matrimonio con Lord John Mount Stuart, futuro primo marchese di Bute, da allora il castello rimase proprietà della famiglia Bute fino al Novecento.
Lord Bute iniziò un'importante fase di restauro del castello con l'intenzione di renderlo una residenza di famiglia destinata al suo primogenito, le operazioni furono supervisionate dal noto architetto Capability Brown e il di lui genero Henry Holland; gli spazi interni dei due cortili vennero ripianati e riunificati con l'abbattimento del muro divisorio centrale che collegava la motta alla Torre Nera, in questo modo l'abitazione del signore poteva sfruttare l'area come un giardino privato e protetto, l'edificio padronale venne significativamente modificato demolendo le eterogenee aggiunte architettoniche fatte dagli Herbert e al loro posto furono realizzate due nuove ali del palazzo, omogeneizzando lo stile della facciata e della costruzione con lo stile in voga in Inghilterra sul finire del XVIII secolo. La motta centrale e l'edificio soprastante vennero lasciati come pittoresco arredo del giardino.

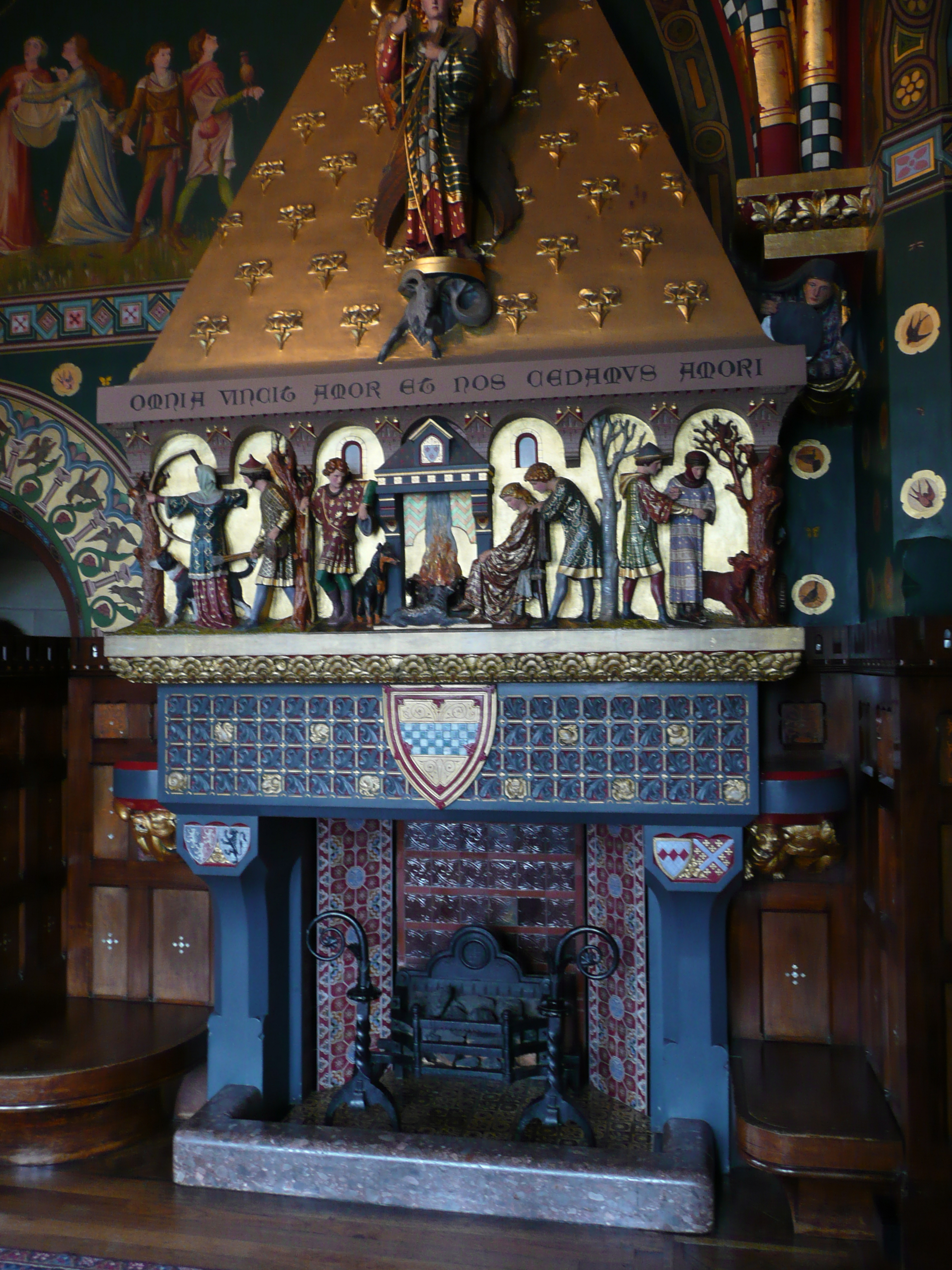
Il caminetto istoriato della sala del banchetto

La famiglia Bute fece fortuna con il commercio del carbone locale e gli investimenti sui dock di Cardiff, con la nuova ricchezza acquisita il terzo marchese di Bute si impegnò in una nuova serie di ristrutturazioni e rimodernamenti del castello coinvolgendo l'architetto William Burges per ridefinire lo stile dell'architettura. La Torre dell'Orologio è una delle aggiunte fatte dall'architetto, a dispetto dell'apparenza la torre ha al suo interno stanze da letto e salottini riccamente decorati, ma è soprattutto negli spazi interni dell'edificio principale che è evidente la passione sia di Bute che dell'architetto per lo stile neogotico, le stanze sono infatti allestite con fregi lignei dorati e raffigurazioni allegoriche di ispirazione medievale, vetrate policrome, per la realizzazione degli affreschi delle due sale del banchetto l'autore si è ispirato alle storie reali delle famiglie del castello ai tempi della conquista Normanna.
Di particolare bellezza sono lo scalone centrale e la stanza araba che sfoggia un soffitto ispirato a quello delle moschee islamiche e che è considerato uno dei capolavori dell'architetto.
Raffinatezza del progetto di Burges era il giardino pensile realizzato sul tetto dell'edificio e adorno di una statua della Madonna con Bambino realizzata da Ceccardo Fucigna.
Sul finire dell'Ottocento, durante l'ultimazione dei lavori, gli scavi nel giardino distrussero gran parte dei reperti archeologici di epoca romana, ma il ritrovamento dei muri perimetrali originali portò un interesse nei loro confronti e i Bute diedero il via alla realizzazione della porta settentrionale là dove sorgeva in origine quella romana.
L'inizio del Novecento fu segnato dal progressivo ridursi delle proprietà dei Bute nella zona per via dei lavori di ampliamento della città. Nel 1921 una nuova epoca di restauri portò alla sistemazione dell'antico edificio medievale sulla motta e alla ricostruzione della porta sud e la porta ovest del castello insieme alla torre del barbacane.
Il periodo della Seconda Guerra Mondiale vide il Castello di Cardiff trasformato in un rifugio antiaereo, le mura riconvertite ad alloggi civili e sistemazione per le truppe potevano ospitare fino a 1800 persone ed erano attrezzate con cucine, infermerie, ecc. visitando il castello è ancora possibile vedere i vari ambienti rimasti uguali agli anni Quaranta.

Nel 1947, alla morte del quarto marchese di Bute, il figlio vendette le proprietà e il Castello venne inserito nella lista dei beni immobili di interesse storico nazionale, da allora il castello è diventato meta turistica, sede di eventi pubblici e privati. Nella Torre dell'Orologio ha avuto sede per un periodo il Royal Welsh College of Music and Drama.

Panorama

## Eventi
- Dal XXI secolo il castello ospita occasionalmente una serie di concerti, fra cui quello dei Green Day nel 2002, Tom Jones e gli Stereophonic e altri spettacoli. Può ospitare oltre 10.000 persone.
- Per le celebrazioni del 50º anniversario della serie Doctor Who un TARDIS è stato posizionato sull'angolo di sud-est delle mura di cinta del Castello di Cardiff, come se vi fosse stato "parcheggiato" dal Dottore.[1]